# 토미 에드먼
토마스 현수 에드먼(Thomas Hyunsu Edman, 1995년 5월 9일 ~ )은 메이저 리그 로스앤젤레스 다저스의 내야수, 외야수이다. 한국계 미국인이다. 한국명은 '곽현수'이다.

## 아마추어 시절
라 절러 컨트리 데이 스쿨을 졸업하고 스탠포드 대학교에 진학했다. 3학년 때인 2016년에는 팀의 주전 유격수로 출전했다. 54경기에 출전해 35득점, 61안타, 3루타(4개), 8도루로 각 부문에서 1위를 차지하는 등 뛰어난 활약을 했다. 이러한 활약을 바탕으로 2016년 MLB 신인 드래프트에서 6라운드 전체 196순위로 세인트루이스 카디널스에 지명되었다.

## 미국 프로야구 시절

### 세인트루이스 카디널스시절
입단 직후 팀의 산하 마이너 리그 로우 싱글A 팀인 스테이트 칼리지 스파이크스로 향한 후 그 곳에서 시즌을 마무리했다. 다음 해인 2017년에는 싱글A 팀인 피오리아 치프스에서 시즌을 시작했고, 하이 싱글A 팀을 거쳐 더블A 팀인 스프링필드 카디널스로 승격 후 그 팀에서 시즌을 마무리했다. 2018년에는 스프링필드 카디널스에서 시즌을 시작했고, 더블A 리그인 텍사스 리그에서 올스타에 선정됐다. 이러한 활약을 통해 시즌 막판에 트리플A 팀인 멤피스 레드버즈로 승격했다. 17경기에 출전해 타율 0.318, 5타점, 3도루를 기록했다. 2019년에는 초청 선수 신분으로 MLB 스프링 캠프에 참가했고, 시즌 개막 후에는 멤피르 레드버즈에서 시즌을 시작했다. 49경기에 출전해 타율 0.305, 7홈런, 29타점을 기록하며 활약했고, 6월 8일에 MLB로 콜업됐다. 

#### 2019년
콜업 당일 시카고 컵스와의 경기에서 라이언 헬슬리의 대타로 출전하며 MLB 데뷔전을 치렀다. 6월 14일 뉴욕 메츠전에서 선발 데뷔전을 치렀으며, 이 경기에서 스티븐 마츠를 상대로 2루타이자 MLB 데뷔 첫 안타를 기록했다. 시즌 92경기에 출전해 3할대 타율, 11홈런, 36타점, 15도루를 기록했다. 정규 시즌 종료 후 포스트시즌 내셔널 리그 디비전 시리즈에서 애틀랜타 브레이브스를 상대로 5경기에 출전해 타율 0.316을 기록했다. 하지만 내셔널 리그 챔피언십 시리즈에 진출 후에는 4경기에 출전해 타율 0으로 부진했고, 팀도 워싱턴 내셔널스에 0승 4패를 하며 포스트시즌에서 탈락했다.

#### 2020년
코로나19로 인해 60경기로 단축된 시즌이었다. 3루수로 31경기, 우익수로 13경기, 유격수로 12경기에 출전하며 유틸리티 플레이어 역할을 수행했다.

#### 2021년
시즌 전 기존 주전 2루수였던 콜튼 웡이 밀워키 브루어스로 이적하며 팀의 주전 2루수로 시즌을 시작했다. 이 시즌에는 115경기에서 2루수로 출전해 5실책만 기록하며 뛰어난 수비를 보여줬고, 시즌 후에는 내셔널 리그 골드글러브를 수상했다. 2할대 타율, 11홈런, 57타점을 기록했다. 특히 이 시즌에는 41개의 2루타를 기록하며 이 부문에서 오지 알비스와 함께 공동 2위를 기록했다. 정규 시즌 후 치러진 와일드 카드에서 5타수 3안타, 1득점을 기록했지만 팀이 LA 다저스를 상대로 1승 3패를 하며 시즌을 마무리했다.

#### 2022년
이 시즌에도 팀의 주전 2루수로 시즌을 시작했다. 하지만 시즌 중반에 기존 주전 유격수였던 폴 데용이 부진해 마이너 리그로 강등되고, 2루수 유망주였던 놀란 고먼이 콜업되며 유격수로 활동했다. 유격수로 포지션을 변경한 후 74경기에 선발 출전해 2실책만을 기록하며 좋은 수비를 보여줬다. 2할대 타율, 13홈런, 32도루, 57타점, 95득점을 기록했다.

#### 2023년
시즌 전 팀과 연봉 협상이 지체됐지만 420만 달러에 연봉 계약을 체결하며 연봉 조정 신청을 피했다.

## 국가대표 경력
- 2023년 WBC

## 연도별 타격 성적
| 연 도  | 소 속 | 경 기 | 타 석 | 타 수 | 득 점 | 안 타 | 2 루 타 | 3 루 타 | 홈 런 | 루 타 | 타 점 | 도 루 | 도 루 자 | 희 생 번 | 희 생 플 | 볼 넷 | 고 4 | 사 구 | 삼 진 | 병 살 타 | 타 율 | 출 루 율 | 장 타 율 | O P S |
| ------ | ----- | ----- | ----- | ----- | ----- | ----- | ------- | ------- | ----- | ----- | ----- | ----- | -------- | -------- | -------- | ----- | ---- | ----- | ----- | -------- | ----- | -------- | -------- | ----- |
| 2019년 | STL   | 92    | 349   | 326   | 59    | 99    | 17      | 7       | 11    | 163   | 36    | 15    | 1        | 0        | 0        | 16    | 0    | 7     | 61    | 3        | .304  | .350     | .500     | .850  |
| 2020년 | STL   | 55    | 227   | 204   | 29    | 51    | 7       | 1       | 5     | 75    | 26    | 2     | 4        | 0        | 2        | 16    | 0    | 5     | 48    | 5        | .250  | .317     | .368     | .685  |
| 2021년 | STL   | 159   | 691   | 641   | 91    | 168   | 41      | 3       | 11    | 248   | 56    | 30    | 5        | 2        | 4        | 38    | 1    | 6     | 95    | 4        | .262  | .308     | .387     | 0.695 |
| 2022년 | STL   | 153   | 630   | 577   | 95    | 153   | 31      | 4       | 13    | 231   | 57    | 32    | 3        | 1        | 1        | 46    | 2    | 5     | 111   | 10       | .265  | .324     | .400     | 0.725 |
| 통산   | 4시즌 | 459   | 1897  | 1748  | 274   | 471   | 96      | 15      | 40    | 717   | 175   | 79    | 13       | 3        | 7        | 116   | 3    | 23    | 315   | 22       | .269  | .322     | .410     | .732  |

- 2022년 기준, 굵은 글씨는 시즌 최고 성적.